# Maison de Zdravko Đurić
La maison de Zdravko Đurić (en serbe cyrillique : Кућа Здравка Ђурића ; en serbe latin : Kuća Zdravka Đurića) est située à Belgrade, la capitale de la Serbie, dans la municipalité urbaine de Stari grad. Construite en 1934, elle est inscrite sur la liste des biens culturels de la Ville de Belgrade.

## Présentation
La maison de Zdravko Đurić, située 7 rue Prizrenska, a été construite en 1934 d'après un projet de l'architecte Branislav Kojić. Elle est également connue sous le nom de « bâtiment Swissair » parce que la compagnie aérienne Swissair y a installé ses bureaux pendant un certain temps.
L'organisation du bâtiment est librement pensée au niveau de rez-de-chaussée, avec, pour le reste, une organisation rationnelle de l'espace. Le rez-de-chaussée est conçu comme une plinthe massive, éclairée par de grandes surfaces en verre. La masse cubique de l'ensemble est allégée par des ouvertures séparées et par des balcons d'angle.
Un an après sa réalisation, la maison a été récompensée comme présentant la plus belle façade de Belgrade ; elle a par la suite servi de modèle pour les architectes modernistes dans leur conception des immeubles résidentiels.